# イサーク・ドゥナエフスキー
イサーク・オシポヴィチ・ドゥナエフスキー（ロシア語: Исаа́к О́сипович Дунае́вский；英語: Isaak Osipovich Dunayevsky、1900年1月30日 - 1955年7月25日）は、ウクライナ出身のソビエト連邦の作曲家、指揮者。オペレッタや映画音楽などの「軽音楽」の作曲家として知られている。

## 経歴
出生から修学期
1900年、ポルタヴァ州ロフビツァのユダヤ人家庭に生まれた。父は銀行員であった。幼少期から音楽の才を示し、8歳からバイオリンのレッスンを受けた。1910年に一家はハリコフに移住し、ドゥナエフスキーはハリコフ音楽学校に入学してヴァイオリンを学んだ。学校では、コンスタンチン・ゴルスキーに師事。その後、ハリコフ音楽院に進み、ジョゼフ・アクロンにヴァイオリンを、セミョン・ボガティリョフに作曲を学んだ。1919年に同音楽院を卒業。
音楽院卒業後
卒業後は、ニコライ・シネリニコフが率いるハリコフ演劇劇場のオーケストラにヴァイオリン奏者ならびに伴奏者として入団。後に指揮も始めるようになり、劇場の音楽部門責任者も務めた。劇場のために新作公演の音楽作曲も行った。モスクワでの公演も行っている。
モスクワ移住後

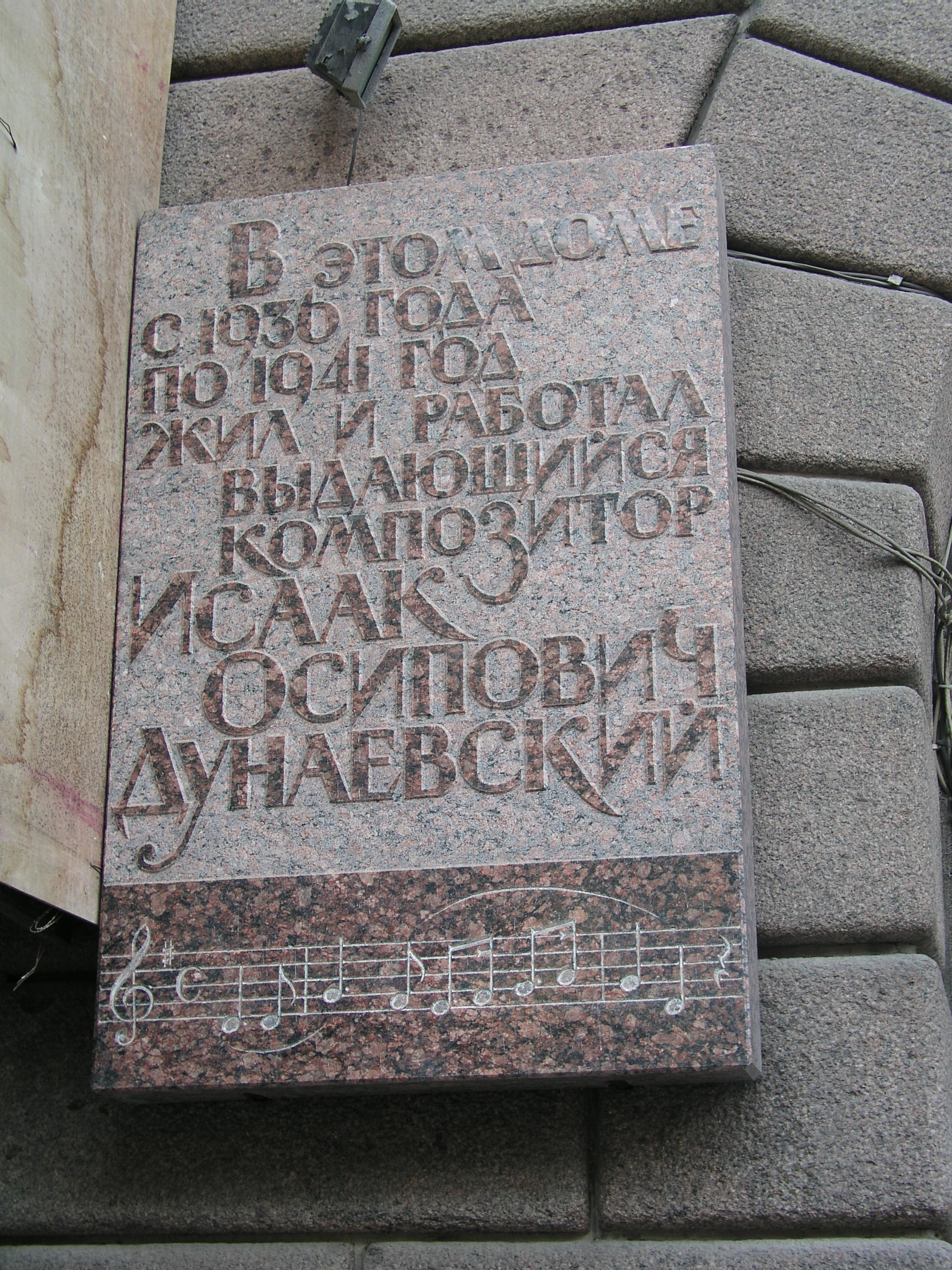
サンクトペテルブルクにある記念プレート

1924年、ヴラディミール・ヘンキンの招待を受けて、モスクワへ移住。同年よりエルミタージュ劇場の音楽監督を務めた。1926年より、モスクワ風刺劇場とモスクワ・オペレッタ劇場の音楽部門責任者。
1937年から1941年まで、レニングラード作曲家連合の代表。1943年以降、モスクワで働いていたが、大祖国戦争は鉄道労働者中央文化会館アンサンブルの芸術監督となり、軍や傷病兵士、兵器工場などの慰問公演に回った。
第二次世界大戦後
スターリン時代には、創作活動の制限を受けたが、全ソ連外国文化交流協会とセントラルハウス・オブ・シネマの副委員長、ソ連ラジオ委員会の芸術評議会のメンバーなど要職を務めた。
1955年、心臓発作によりモスクワで死去。墓はノヴォデヴィチ墓地にある。

## 受賞・栄典
- 1936年：ロシア・ソビエト社会主義共和国名誉芸術家
- 1936年：労働赤旗勲章
- 1941年：スターリン賞(第1等)。映画『サーカス』と『ヴォルガ・ヴォルガ（英語版）』音楽作曲に対して。
- 1942年：名誉勲章。
- 1950年：ロシア連邦共和国人民芸術家
- 1951年：スターリン賞(第2等)。映画『クバンのコサック』に対して。

## 作曲作品について
作品には14のオペレッタ、3つのバレエ、3つのカンタータ、80の合唱曲、80の歌曲、88の劇音楽、42の映画音楽、43の軽音楽オーケストラのための作品、12のジャズオーケストラのための作品、52の管弦楽団のための作品、47のピアノ曲などがある。
評価
彼はソ連で最初にジャズを取り入れた作曲家の1人で、メロディアスで覚えやすい旋律を多用し成功を収めた。
代表作としては、オペレッタ『黄金の谷』（1937）、 『自由の風』（1947）、『祖国の歌』（1936）、『クバンのコサック』（1949）への音楽がある。

## 家族・親族
- 父：ツァリア・シモノビッチ・ドゥナエフスキーは銀行の出納係。
- 母：ロザリア・イサコフナ・ドゥナエフスカヤは主婦。旧姓・ブロンスタイン。ピアノを弾き、歌を歌った。
- 弟：セミョン・ドゥナエフスキー（ロシア語版）(1906—1986)は指揮者、合唱指揮者。
- 弟：ジノヴィー・ドゥナエフスキー（ロシア語版）(1908-1981)は作曲家。
- 息子[2]：マクシム・ドゥナエフスキー（英語版）(1945-)は映画・ポピュラーミュージックの作曲家。
- 妻：三度結婚しており、最初の妻は結婚当時学生で、結婚生活は短かった。2番目の妻はバレリーナ。3番目の妻とは事実婚で、モスクワ・オペレッタ劇場のバレリーナ。

## 文献
- Kommissarskaya, M. Dunayevsky, the article in "Tvorcheskiye biografii Kompozitorov",  Moscow, 1989 （ロシア語）
- Shafer, Naum “Dunayevsky Today” Moscow, Sovetsky Kompozitor, 1988 （ロシア語）
- I.ドゥナエフスキー 、コトバンク。